# Рейнбольд, Адельгейда
Адельгейда Рейнбольд (нем. Adelheid Reinbold, 15 января 1800, Ганновер — 14 февраля 1839, Дрезден, Германский союз) — немецкая писательница, писавшая под псевдонимом «Франц Бертгольд».

## Биография
Адельгейда Рейнбольд родилась 15 января 1800 года в городе Ганновере в семье юриста.
Когда ей было тридцать лет, её новелла «Irrwisch-Fritze» завоевала большой успех у публики, как и «Novellen» и «Erzählungen» (с введением Людвига Иоганна Тика, Бунцлау, 1830—1837).
Адельгейда Рейнбольд скончалась от дифтерии 14 февраля 1839 года в городе Дрездене.
Уже после смерти писательницы Тиком были изданы её превосходный исторический роман «König Sebastian» (Лейпциг, 1839) и «Gesammelte Novellen» (Лейпциг, 1842).